# Pizzo Tamborello
Il Pizzo Tamborello è una montagna delle Alpi alta 2.669 m s.l.m.. Appartiene al gruppo del Pizzo Tambò, sulla cresta orientale che sale dal Passo dello Spluga verso la sommità dello stesso, ha cima rocciosa di facile arrampicata, sul confine italo-svizzero tra il Canton Grigioni e la Lombardia. Da non confondere con il più frequentato Lattenhorn (2861 m), che si trova poco più ad ovest e ad un Km dell'ultima rampa del Tambò.

## Descrizione
Facilmente salibile sulle sue brevi creste est e ovest, non presenta alcun interesse alpinistico ma semmai solo geografico "pratico", come riferimento sulla via di salita "normale" (sia italiana che svizzera) verso la vetta del sovrastante e ben più celebre Tambò, rappresentando per questa, nel caso di condizioni avverse, una meta di ripiego.